# Aston Webb
Aston Webb (ur. 22 maja 1849 w Londynie, zm. 21 sierpnia 1930 tamże) – angielski architekt, aktywny na przełomie XIX i XX wieku. W latach 1919–1924 był przewodniczącym Royal Academy of Arts.

## Życiorys
Urodził się w londyńskiej dzielnicy Clapham, jego ojciec Edward Webb był uczniem pejzażysty Davida Coxa. W latach 1866–1871 Aston Webb otrzymał lekcje architektury od znanych architektów Roberta Banksa i Charlesa Jr. Barry'ego. Później rozpoczął podróże po Europie i Azji. Do Londynu powrócił w 1874 roku i rozpoczął własną praktykę.
W 1883 roku wstąpił do Royal Institute of British Architects, a jego partnerem w tworzeniu projektów został Ingress Bell (1836–1914). Ich pierwszym dużym przedsięwzięciem był zwycięski projekt Victoria Law Courts w Birmingham (1886). Webb i Bell projektowali wspólnie przez kolejne 23 lata. Pod koniec swojej kariery Webb był wspomagany przez swoich synów, Maurice'a i Philipa. Jego uczniem był Ralph Knott, który zaprojektował London County Hall.
W latach 1902–1904 był przewodniczącym Royal Institute of British Architects, w 1903 roku dołączył do Royal Academy of Arts (przewodniczący w latach 1919–1924). W 1904 roku otrzymał tytuł szlachecki, a rok później Royal Gold Medal. W 1907 został pierwszym laureatem AIA Gold Medal, przyznawanego przez American Institute of Architects.
Aston Webb zmarł w 1930 roku, w londyńskiej dzielnicy Kensington. Jego ciało zostało pochowane na Gunnersbury Cemetery w Londynie.

## Wybrane prace
- St. Bartholomew-the-Great – anglikański kościół w Londynie,
- Victoria Memorial – rzeźba poświęcona królowej Wiktorii,
- The Mall – reprezentacyjna droga łącząca Buckingham Palace z Trafalgar Square,
- Buckingham Palace – wtórny projekt fasady w 1913 roku,
- Muzeum Wiktorii i Alberta – największe muzeum sztuki w Londynie,
- Royal United Services Institute – budynek instytucji think tank w Londynie,
- Whitehall – ulica, wokół której skupione są budynki rządowe Wielkiej Brytanii,
- Admiralty Arch – zabytkowy biurowiec,
- kościół św. Tomasza w Pen-y-cae.